# Нортфилд (Минесота)
Нортфилд (енгл. Northfield) град је у америчкој савезној држави Минесота.

## Демографија
По попису из 2010. године број становника је 20.007, што је 2.86 (16,7%) становника више него 2000. године.
| Група             | 2000.          | 2010.          |
| Белци             | 15.324 (89,4%) | 16.978 (84,9%) |
| Афроамериканци    | 154 (0,9%)     | 257 (1,3%)     |
| Азијати           | 405 (2,4%)     | 691 (3,5%)     |
| Хиспаноамериканци | 982 (5,7%)     | 1.685 (8,4%)   |
| Укупно            | 17.147         | 20.007         |